# Музей восточной керамики (Осака)
Музей восточной керамики в Осаке (яп. 大阪市立東洋陶磁美術館) — художественный музей в Осаке (Япония), который имеет одну из лучших коллекций керамики в мире. Музей собирает, изучает, сохраняет, демонстрирует и интерпретирует керамику Восточной Азии в основном из древнего Китая и Кореи. В музее находится всемирно известная Коллекция Атака, подаренная компаниями из Sumitomo Group, а также коллекция И Бёнчхана.

## История
Музей был построен для размещения и экспонирования всемирно известной коллекции предпринимателя и любителя искусства Эйити Атаки (1901—1994). Коллекцию городу Осака подарила 21 компания традиционной группы компаний Sumitomo Group. Коллекция включает около 4 тыс. экспонатов, около 2 700 из которых — китайская, корейская и японская керамика. Дополнительное крыло было открыто в 1999 году, чтобы показать больше японской керамики и коллекцию корейской керамики И Бёнчхана.

## Коллекция
Около 320 предметов из коллекций экспонируются в главном корпусе и в боковом крыле. Также ежегодно проводятся две специальные выставки.
В музее расположены следующие выставочные залы:
- A. Корейская керамика (Корё)
- B. Корейская галерея (Чосон)
- С. Корейский фарфор
- D. Коллекция И Бёнчхана
- E. Японская керамика
- F. Специальные выставки
- G. Китайская керамика
- H. Китайская керамика (династия Сун), витрины с «естественным светом»
- I. Китайская керамика (династии Юань-Мин)
- J. Специальные выставки

### Галерея

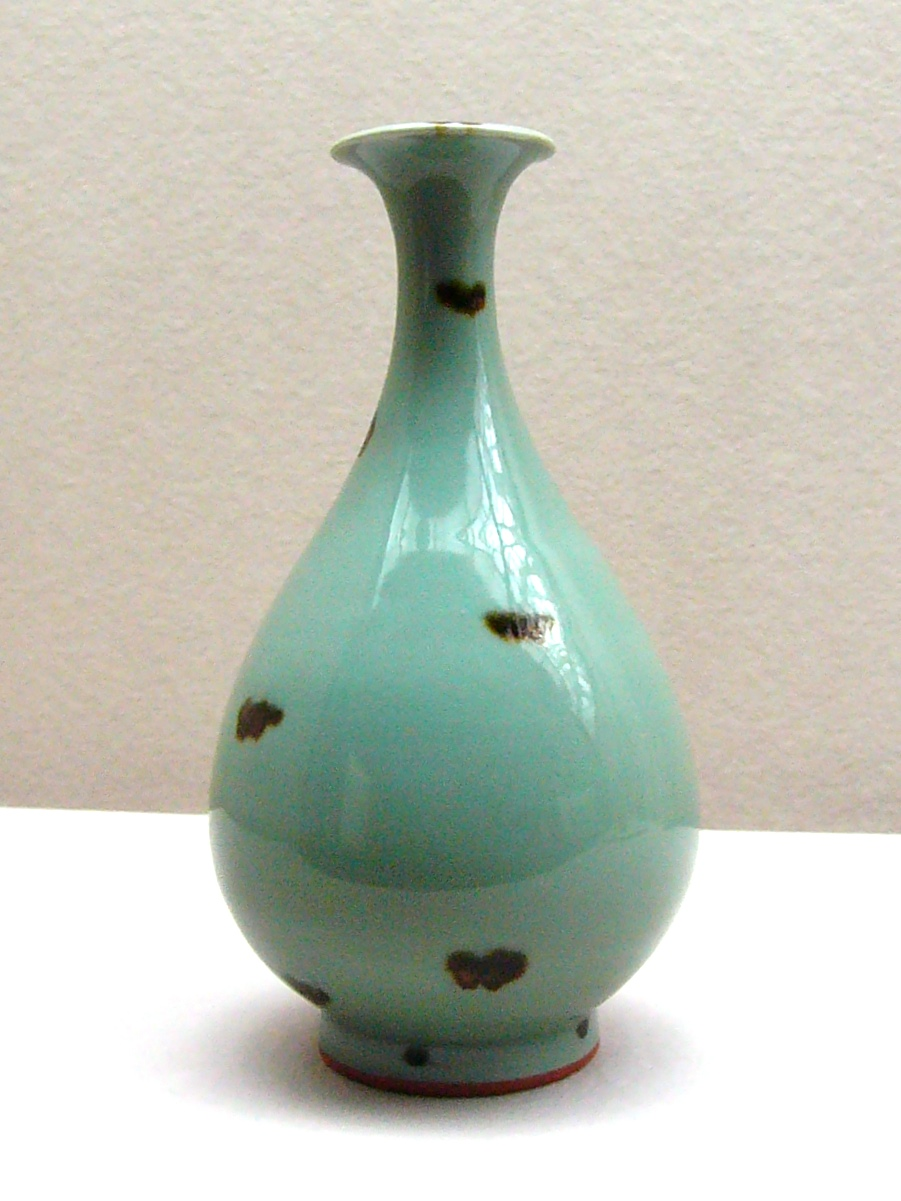
Ваза из селадона с ржаво-коричневыми точками
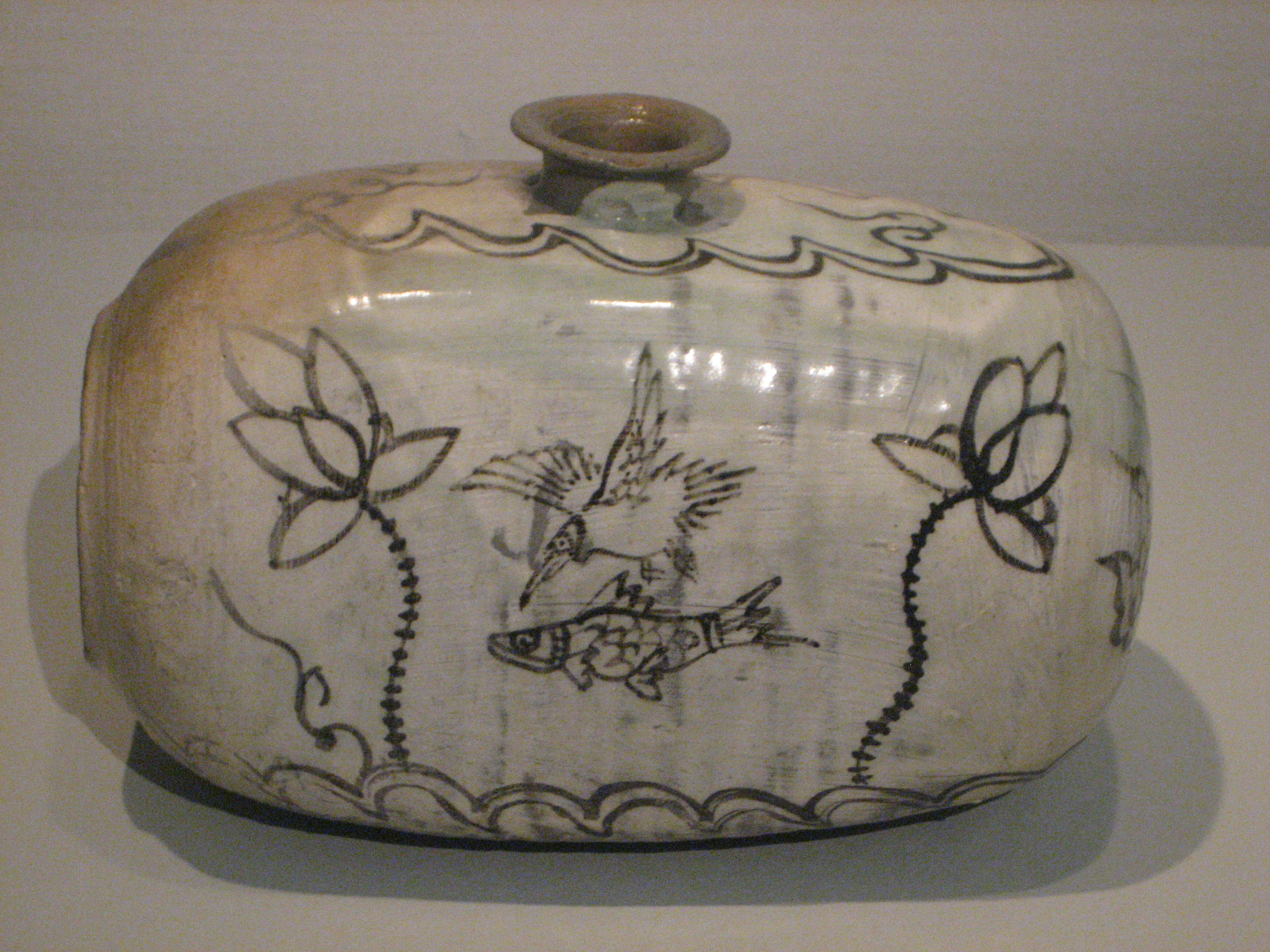
Шаровидная бутылка с изображением птицы и рыбы (Чосон)
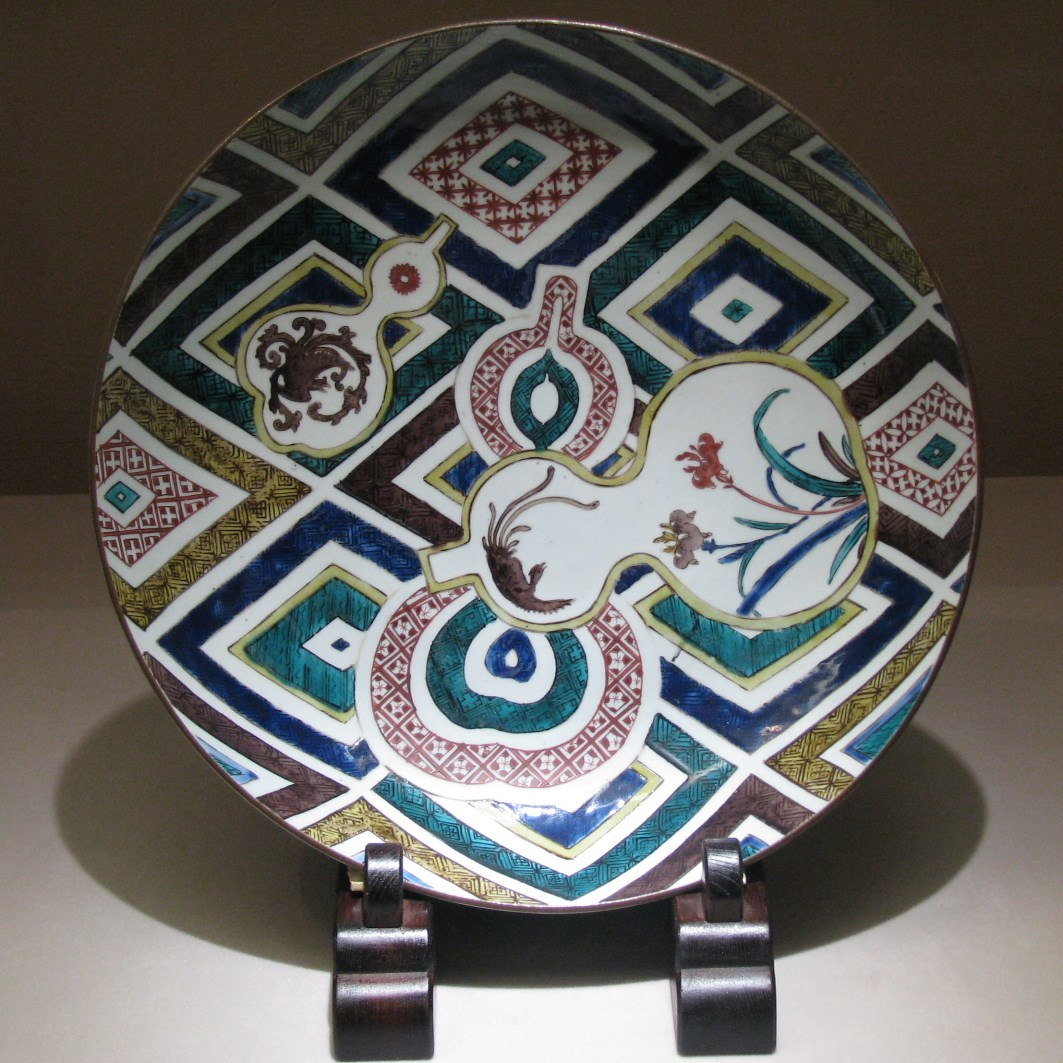
Большая тарелка в старинном кутанском стиле